# Eduardo Souto de Moura
Eduardo Elisio Machado Souto de Moura (* 25. července 1952, Porto, Portugalsko) je portugalský architekt a držitel Pritzkerovy ceny za rok 2011. Souto de Moura studoval u proslulého architekta Fernanda Tavory a Álvara Sizy Vieiry. Už jako student pracoval jako architekt, od roku 1975 do roku 1979 přímo s Álvarem Sizou. Od roku 1980 provozuje vlastní architektonickou kancelář.

## Vyznamenání
- velkodůstojník Řádu prince Jindřicha – Portugalsko, 9. června 1995[1]
- velkodůstojník Řádu za zásluhy – Portugalsko, 9. července 1999[1]
- velkodůstojník Řádu svatého Jakuba od meče – Portugalsko, 20. ledna 2012[1]
- velkokříž Řádu veřejného vzdělávání – 18. dubna 2019[1]

## Galerie

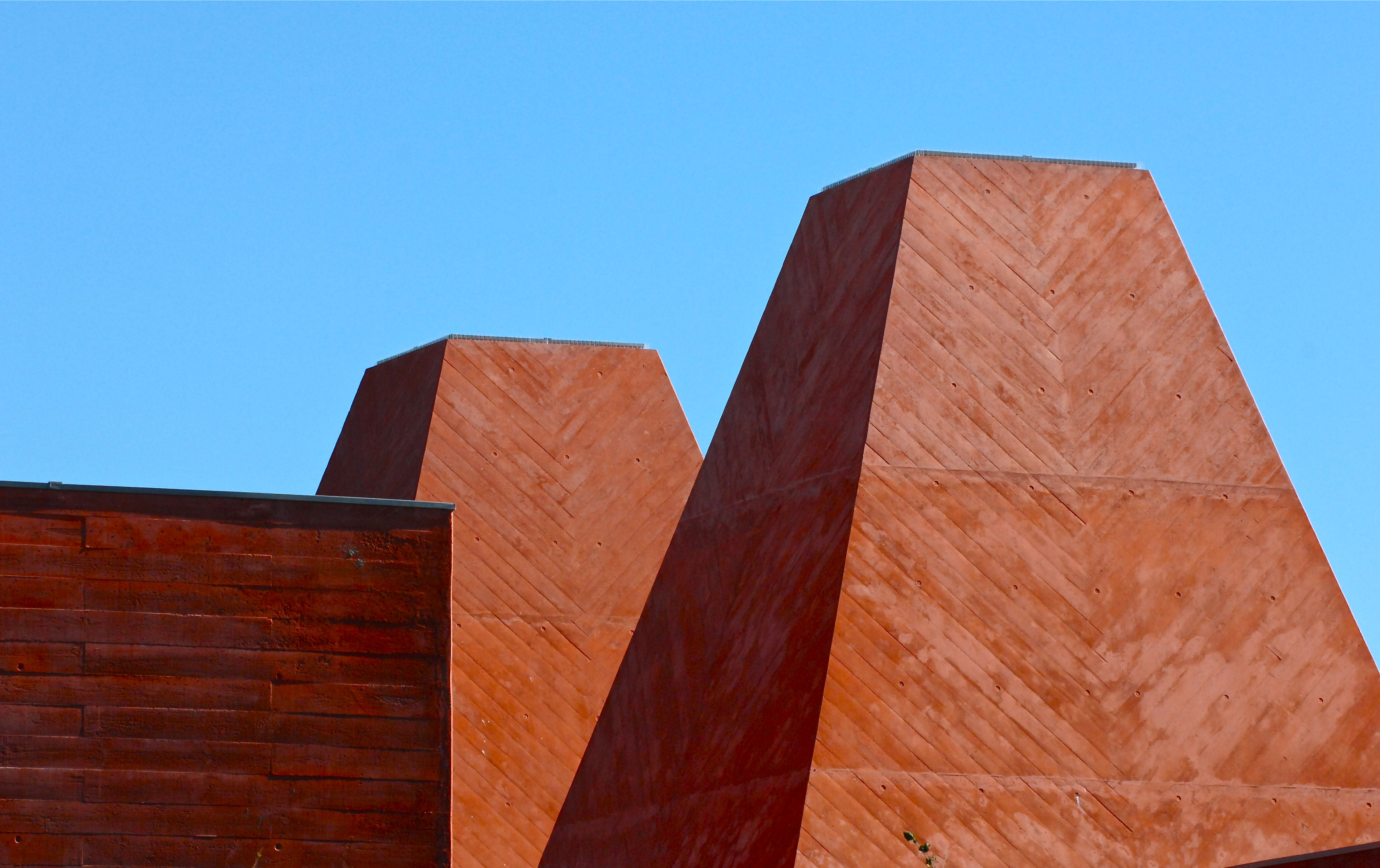
Muzeum Pauly Rego (Casa das Histórias Paula Rego – moderní umění), v Cascais u Lisabonu
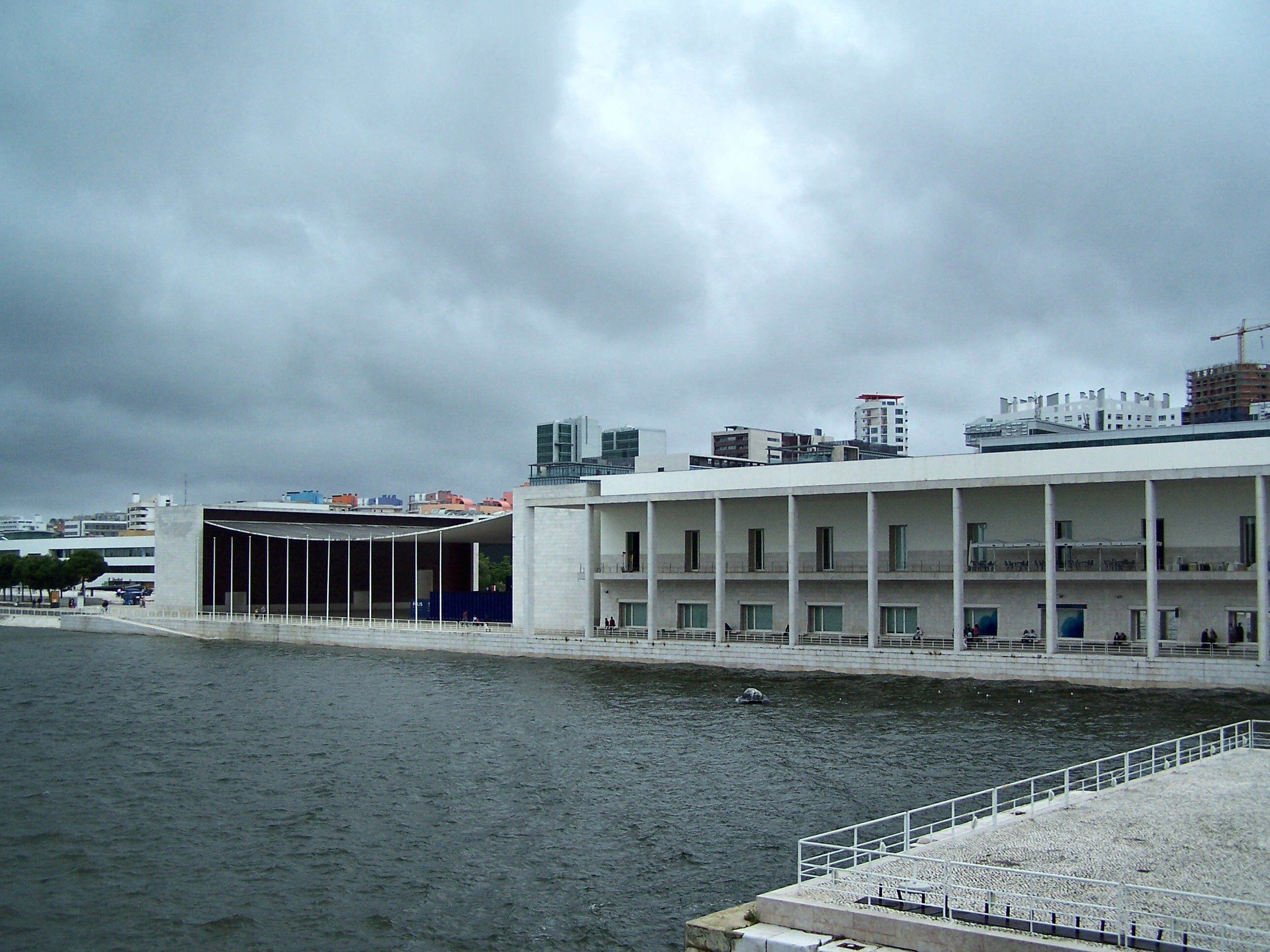
Portugalský pavilon na světové výstavě EXPO 98 v Parku národů (Parque das Nações) v Lisabonu
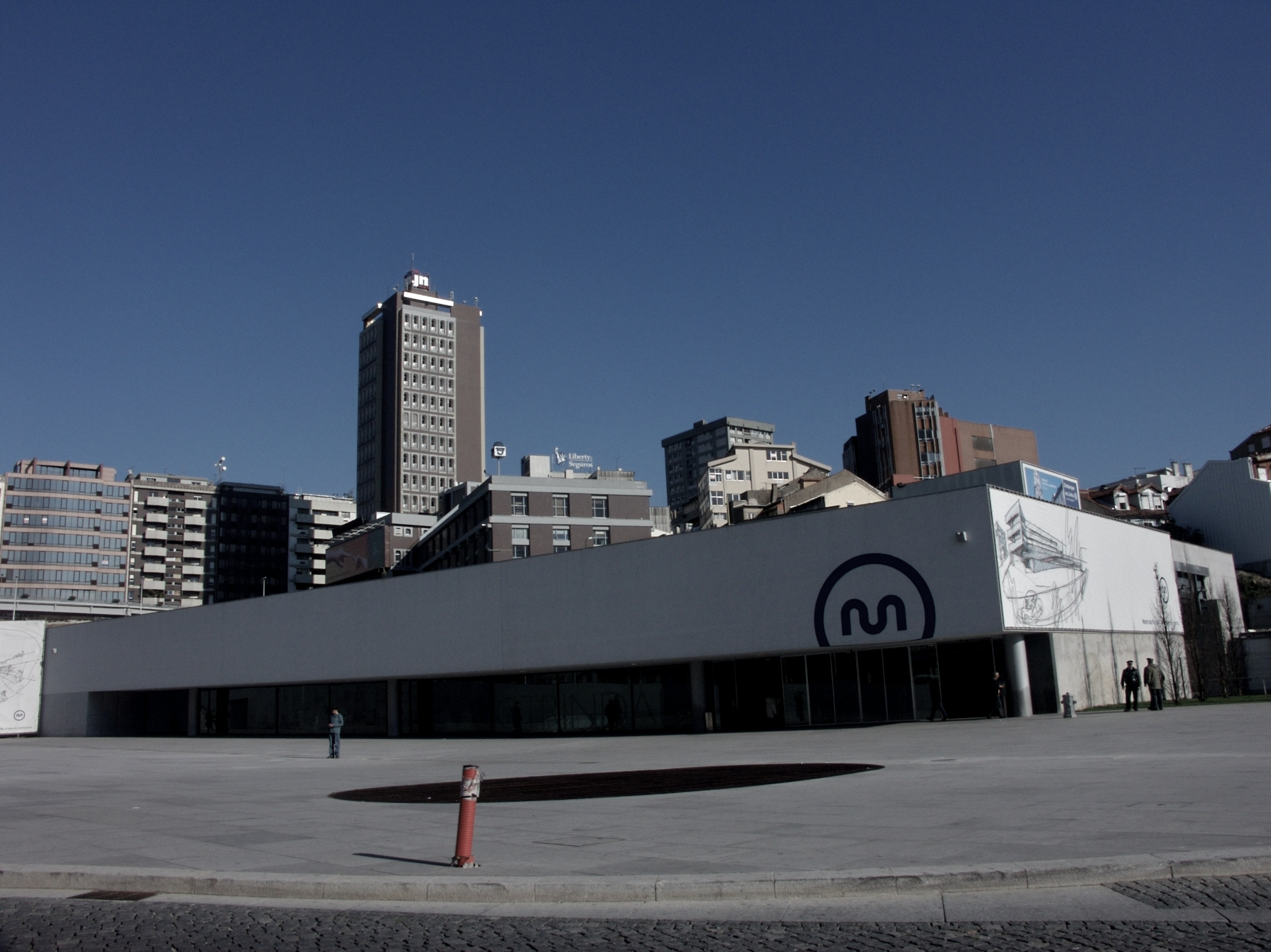
Stanice metra Trinidade v Portu
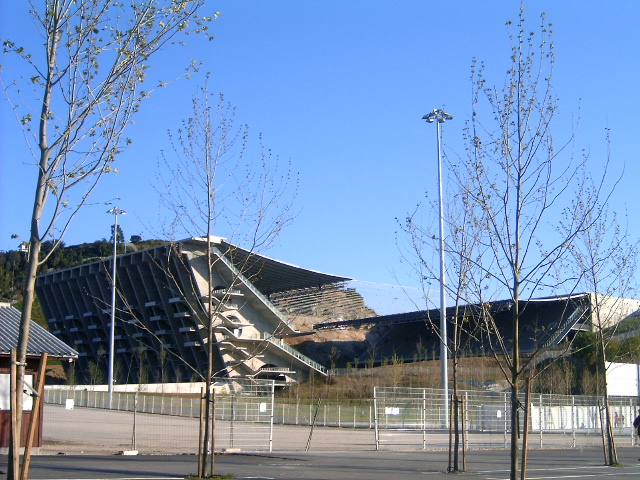
Fotbalový stadion v Braze